# グリン・ターマン
グリン・ターマン（Glynn Turman, 1947年1月31日 - ）は、アメリカ合衆国の俳優。

## 来歴
1947年、ニューヨーク州ニューヨーク市生まれ。1959年、ターマンは13際の時に『ア・レーズン・イン・ザ・サン』でブロードウェイデビューを果たした。地元ニューヨークのHigh School of Performing Artsで演劇を学び、その後は本格的に役者としてのキャリアをスタートさせた。活動の場をロサンゼルスにも広げ、ロサンゼルスの劇場の舞台デビューした他、1961年にテレビデビューし、1970年代に『AWOL』で本格的な劇場用映画デビューを果たした。舞台では俳優としてのみならず、演出家としての才能も発揮し、『Deadwood Dick』という演目の演出でNAACPイメージ・アワードも受賞している。1980年代以降はテレビの分野でもディレクターとして活躍した。映画の出演ではザック・ギャリガン主演の『グレムリン』の教員役や、近年では『バーレスク』などの出演でも知られている。
かつてジョージ・ルーカスが『スター・ウォーズ エピソード4/新たなる希望』に登場する“ハン・ソロ”をキャスティングした際に、ターマンが候補だったことを明かしており、後に同役をハリソン・フォードに割り当てた経緯がある。2008年にゲスト出演したテレビシリーズ『In Treatment』の演技が評価され、エミー賞も獲得した。

### 私生活
これまで3度の結婚歴があり、2度目の結婚ではソウル・ミュージックの女性歌手として知られるアレサ・フランクリンが妻だった。しかし、1984年にフランクリンと離婚した後、1992年に別の女性と再婚した。

## 出演作品

### 映画
- Carter's Army (1961) ※テレビ映画
- In Search of America (1971) ※テレビ映画
- AWOL (1972)
- 翔んでる一家・反乱家族大奮戦 Five on the Black Hand Side (1973)
- Thomasine & Bushrod (1974)
- Together Brothers (1974)
- Ceremonies in Dark Old Men (1975)
- Cooley High (1975)
- ニジェール川 The River Niger (1976)
- リインカーネーションの恐怖 J.D.'s Revenge (1976)
- Minstrel Man (1977) ※テレビ映画
- The Richard Pryor Special? (1977) ※テレビ映画
- 蛇の卵 The Serpent's Egg (1977)
- A Hero Ain't Nothin' But a Sandwich (1978)
- ピンナップ・ガール/裸の天使 Katie: Portrait of a Centerfold (1978)
- 暴動刑務所アッティカ Attica (1980)
- Penitentiary II (1982)
- グレムリン Gremlin (1984)
- Secrets of a Married Man (1984)
- ランナウェイ/18才の標的 Out of Bounds (1986)
- ディープ・カバー Deep Cover (1992)
- The Inkwell/ ファンキー・サマー・ビーチ The Inkwell (1994)
- Someone Else's Child (1994) ※テレビ映画
- サブターフュージ Subterfuge (1996)
- リバウンド Rebound: The Legend of Earl 'The Goat' Manigault (1996)
- バッファロー・ソルジャー Buffalo Soldiers (1997) ※テレビ映画
- ステラが恋に落ちて How Stella Got Her Groove Back (1998)
- ハイスクール・ジャック 怒りの教室 Light It Up (1999)
- フリーダム・ソング Freedom Song (2000) ※テレビ映画
- ザ・ダイバー Men of Honor (2000)
- エア・レイジ Air Rage (2001) ビデオ作品
- サハラ 死の砂漠を脱出せよ Sahara (2005)
- City Teacher (2007)
- Murder 101: New Age (2008)
- Kings of the Evening (2008)
- Preaching to the Pastor (2009)
- テイカーズ Takers (2010)
- バーレスク Burlesque (2010)
- SUPER8/スーパーエイト Super 8 (2011)
- クリーチャーズ 異次元からの侵略者 John Dies at the End (2012)
- Who Killed Soul Glow? (2012)
- オバマ・エフェクト The Obama Effect (2012)
- The Pastor's Secrets (2012)
- Act Like You Love Me (2013)
- Dakota's Summer (2014)
- 栄光のランナー/1936ベルリン Race (2016)
- バンブルビー Bumblebee (2018)
- セクスタプレッツ ～オレって六つ子だったの?～ Sextuplets (2019)
- ザ・ウェイバック The Way Back (2020)
- マ・レイニーのブラックボトム Ma Rainey's Black Bottom (2020)
- ラスティン: ワシントンの「あの日」を作った男 Rustin (2023)
- Horizon: An American Saga – Chapter 2 (2024)
- Horizon: An American Saga – Chapter 3 (TBA)

### 声の出演
- フリッツ・ザ・キャット The Nine Lives of Fritz the Cat (1974)

### テレビシリーズ
- Play of the Week (1961)
- 密林王国ダクタリ Daktari (1968)
- ペイトンプレイス物語 Peyton Place (1968 - 1969)
- ジュリア Julia (1969)
- ルーム222 Room 222 (1970, 1971)
- Storefront Lawyers (1971)
- Insight (1971)
- モッズ特捜隊 The Mod Squad (1972)
- 探偵キャノン Cannon (1973)
- ハワイ5-0 Hawaii Five-O (1973)
- The Rookies (1973)
- ブルー・ナイト The Blue Knight (1975)
- ペーパー・チェイス The Paper Chase (1978)
- 遥かなる西部 Centennial (1978 - 1979)
- アメリカン・ヒーロー The Greatest American Hero (1982)
- フェーム/ 青春の旅立ち Fame (1982)
- マニマル Manimal (1983)
- The Fisher Family (1984)
- ラブ・ボート The Love Boat (1984)
- ファンタジー・アイランド Fantasy Island (1984)
- パトカーアダム30 T.J. Hooker (1984)
- トラブル・バケーション/熱い追跡 Hot Pursuit (1984)
- アメリカン・プレイハウス American Playhouse (1985)
- ジェシカおばさんの事件簿 Murder, She Wrote (1985, 1986, 1989)
- トワイライト・ゾーン The Twilight Zone (1985)
- ディズニー・ランド Disneyland (1986)
- マトロック Matlock (1987)
- A Different World (1988 - 1993)
- フレディの悪夢 Freddy's Nightmares (1990)
- ミレニアム Millennium (1997)
- ストレンジ・ワールド Strange World (1999)
- 荒野の七人 The Magnificent Seven (1999)
- Touched by an Angel (2000)
- リザレクション・ブールバード Resurrection Blvd. (2000 - 2002)
- ビッグ・アップル Big Apple (2001)
- 犯罪捜査官ネイビーファイル JAG (2001)
- 弁護士ジャック・ターナー The Lyon's Den (2003)
- LAW & ORDER:犯罪心理捜査班 Law & Order: Criminal Intent (2003)
- THE WIRE/ザ・ワイヤー The Wire (2004 - 2008)
- LAW & ORDER:性犯罪特捜班 Law & Order: Special Victims Unit (2006)
- All of Us (2006)
- In Treatment (2008 - 2009)
- コールドケース 迷宮事件簿 Cold Case (2008)
- ER緊急救命室 ER (2008)
- Scrubs〜恋のお騒がせ病棟 Scrubs (2009)
- サウスランド Southland (2009)
- フラッシュフォワード FlashForward (2009)
- デトロイト 1-8-7 Detroit 1-8-7 (2010)
- ディフェンダーズ 闘う弁護士 The Defenders (2010, 2011)
- ALCATRAZ/アルカトラズ Alcatraz (2012)
- NCIS:LA 〜極秘潜入捜査班 NCIS: Los Angeles (2012)
- レボリューション Revolution (2012)
- ハウス・オブ・ライズ House of Lies (2012 - 2014)
- クリミナル・マインド FBI行動分析課 Criminal Minds (2013)
- 殺人を無罪にする方法 How to Get Away with Murder (2018)
- ミスター・メルセデス Mr. Mercedes (2019)
- FARGO/ファーゴ Fargo (2020)
- FBI: Most Wanted 〜指名手配特捜班〜 FBI: Most Wanted (2022)
- ギレルモ・デル・トロの驚異の部屋 Guillermo del Toro's Cabinet of Curiosities (2022)
- Percy Jackson and the Olympians (2023 - 2024)

## 参照
1. 1 2 3 4 5  “Glynn Turman Biography”. 2014年7月5日閲覧。
2. ↑  https://www.imdb.com/name/nm0877270/awards/?ref_=nm_awd